# Cuerpo Técnico de Investigación
El Cuerpo Técnico de Investigación Criminal y Judicial (CTI) es una dirección de la Fiscalía General de la Nación del poder judicial de Colombia.

## Objetivos
La función principal del CTI es asesorar al fiscal general en la determinación de políticas y estrategias relacionadas con las funciones de policía judicial, en los temas como la investigación del delito, los servicios forenses, servicios de genética y en la gestión de la información técnica y judicial útil para la investigación penal.
Por otra parte, el CTI se encarga de la planificación, organización, gestión, control y ejecución de las funciones de Policía Judicial en La Fiscalía. Organiza y controla el cumplimiento de las políticas de investigación y estrategias, servicios forenses y genéticos y la gestión de datos útiles en la investigación penal dentro de la CTI.
Además, el CTI, asesora al fiscal general en la planificación de estrategias y procedimientos relacionados con la seguridad y las comunicaciones en los diferentes niveles territoriales de la Mesa. CTI promueve el intercambio de información entre las oficinas de seguridad colombianas para desarrollar operaciones contra la morosidad.

## División
El CTI tiene dos ramas: División de Investigaciones y la División de Criminología La División de Investigación está organizada en cuatro divisiones: Departamento de Investigación y Unidades de Apoyo Nacional; Departamento de Análisis Criminal; Departamento de Control Telemático y el Departamento de Seguridad y Apoyo Logístico. La División de Criminología está organizado en dos divisiones: Departamento de Verificación de Identidad y el Departamento de Criminología y laboratorios. Por otra parte, el CTI se divide en departamentos locales, que son pequeñas oficinas en cada ciudad principal y todos los departamentos de Colombia.